# Šarišská Trstená
Šarišská Trstená (1927–1948 slowakisch „Nadvej“ – bis 1927 „Nádvej“ oder „Nádfej“; ungarisch Nádfő) ist eine Gemeinde im Osten der Slowakei mit 377 Einwohnern (Stand 31. Dezember 2024) im Okres Prešov, einem Teil des Prešovský kraj, und wird zur traditionellen Landschaft Šariš gezählt.

## Geographie

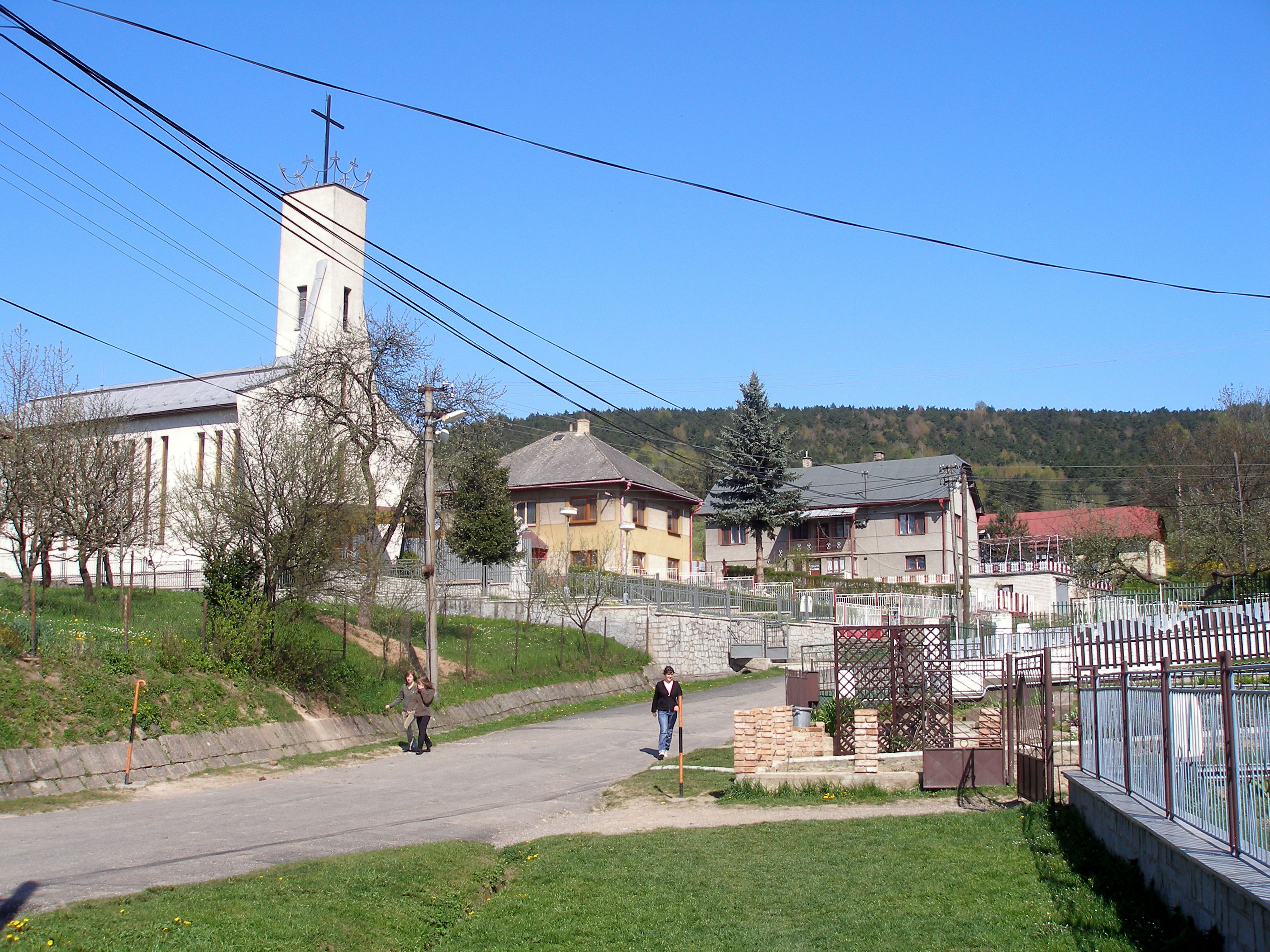
Šarišská Trstená

Die Gemeinde befindet sich am Südhang der Niederen Beskiden im Tal der Trstianka im Einzugsgebiet des Sekčov und weiter der Torysa. Nördlich des Ortes erhebt sich der 604 m n.m. hohe Berg Haľagoš. Das Ortszentrum liegt auf einer Höhe von 400 m n.m. und ist 16 Kilometer von Prešov entfernt.
Nachbargemeinden sind Proč im Norden und Nordosten, Čelovce im Osten und Südosten, Nemcovce im Süden und Chmeľovec im Westen.

## Geschichte
Šarišská Trstená wurde zum ersten Mal 1345 als Nadfu schriftlich erwähnt, weitere historische Bezeichnungen sind unter anderen Komlos oder Nadfeu (1351), Natwej (1773) und Natfej (1786). Zur Zeit der Ersterwähnung war das Dorf Teil des Herrschaftsgebietes von Chmeľovec, im 18. Jahrhundert Besitz der Familien Horváth, Doby und Pusk. 1427 war keine Steuer fällig, 1787 hatte die Ortschaft sieben Häuser und 62 Einwohner, 1828 zählte man fünf Häuser und 43 Einwohner, die als Landwirte beschäftigt waren.
Bis 1918/1919 gehörte der im Komitat Sáros liegende Ort zum Königreich Ungarn und danach zur Tschechoslowakei beziehungsweise heute Slowakei. Nach dem Zweiten Weltkrieg wurde die örtliche Einheitliche landwirtschaftliche Genossenschaft (Abk. JRD) im Jahr 1960 gegründet, ein Teil der Einwohner pendelte zur Arbeit nach Prešov.

## Bevölkerung
| Jahr                | 1994 | 2004     | 2014     | 2024     |
| ------------------- | ---- | -------- | -------- | -------- |
| Anzahl der Personen | 219  | 271      | 341      | 377      |
| Unterschied         |      | +23,74 % | +25,83 % | +10,55 % |

| Jahr                | 2023 | 2024    |
| ------------------- | ---- | ------- |
| Anzahl der Personen | 370  | 377     |
| Unterschied         |      | +1,89 % |

Nach der Volkszählung 2011 wohnten in Šarišská Trstená 300 Einwohner, davon 292 Slowaken. Acht Einwohner machten keine Angabe zur Ethnie.
281 Einwohner bekannten sich zur römisch-katholischen Kirche und zwei Einwohner zur griechisch-katholischen Kirche. Vier Einwohner waren konfessionslos und bei 13 Einwohnern wurde die Konfession nicht ermittelt.

## Verkehr
Durch Šarišská Trstená führt die Straße 3. Ordnung 3456 von Kapušany (Anschluss an die Straße 2. Ordnung 545) nach Chmeľov (Anschluss an die Straße 1. Ordnung 21). 